# Ta Nea
Ta Nea (griechisch Τα Νέα) ist eine in Athen erscheinende Tageszeitung der Lambrakis Verlagsgruppe (Δημοσιογραφικός Όμιλος Λαμπράκης), die ebenso die Zeitung To Vima herausgibt. Es ist eine traditionell linksliberale Zeitung, die in den 1980er und 1990er Jahren die sozialdemokratische PASOK unterstützt hat.